# Silvio Saglio
Silvio Saglio (Novara, 21 aprile 1896 – Milano, 19 luglio 1964) è stato un alpinista e scrittore italiano.
Fu uomo di montagna, autore, redattore e coordinatore di innumerevoli pubblicazioni, guide e carte toponomastiche , con particolare riferimento alle Guide dei Monti d'Italia prodotte dal Club Alpino Italiano (CAI) in collaborazione con il Touring Club Italiano (TCI).

## Biografia
Partecipò alla prima guerra mondiale, inizialmente come soldato e poi come sottotenente del Genio militare (nella seconda guerra mondiale fu poi richiamato con il grado di capitano e il comando di un battaglione). Al termine del primo conflitto, conseguì la laurea di dottore in scienze economiche e commerciali (1921). Esercitò quindi l'attività di commercialista che però male si adattava alla sua vera, unica passione: la montagna.
Si iscrisse alla Società Escursionisti Milanesi (SEM), nel 1926, entrando subito nella cerchia dei migliori arrampicatori della Sezione milanese (con Vitale Bramani, Ettore Castiglioni, Eugenio Fasana, Antonio Omio, Elvezio Bozzoli Parasacchi).
Si occupò dell'organizzazione delle gite sociali con uno scrupolo e una precisione tali che il frutto del suo lavoro diede origine alle monografie alpinistiche, sciistiche ed escursionistiche pubblicate per 247 puntate su Lo Scarpone (ora rivista online pubblicata settimanalmente dal CAI).
Il suo impegno nel Club Alpino Italiano fu notevole sotto tutti i punti di vista: dal 1945 fu consigliere centrale; dal 1946 al 1955 vice segretario generale; dal 1956 al 1958 segretario generale. Fu anche presidente della Commissione Toponomastica del CAI dal 1950, presidente del Comitato delle pubblicazioni del CAI, consigliere del movimento per la protezione della natura dal 1952, segretario della commissione organizzativa per la spedizione Italiana al K2, membro della Commissione per la revisione toponomastica della carta d'Italia presso l'Istituto Geografico Militare (IGM), membro della Commissione propaganda e Scialpinismo.
Nel 1951, dopo aver ricoperto diverse cariche sociali, Silvio Saglio fu eletto presidente della SEM, carica che mantenne fino alla sua scomparsa.
Alla sua figura è dedicata la scuola di alpinismo, arrampicata, scialpinismo e sciescursionismo più grande in Italia e tra le più prestigiose del CAI; quella della S.E.M. (Società Escursionisti Milanesi), che porta oggi il suo nome.

## Pubblicazioni curate da Silvio Saglio

### Collana "Guida dei Monti d'Italia"
- Le Grigne, CAI - TCI (1937)
- Alpi Venoste, Passirie, Breonie (dal Passo Resia al Passo Brennero), CAI - TCI (1939)
- Prealpi Comasche, Varesine, Bergamasche, CAI - TCI  (1948)
- Adamello, CAI - TCI in collaborazione con Gualtiero Laeng (1954)
- Alpi Orobie, CAI - TCI in collaborazione con Alfredo Corti e Bruno Credaro (1957)
- Bernina, CAI - TCI (1959)
- Monte Rosa, CAI - TCI, in collaborazione con Felice Boffa (1960)
- Monte Bianco. Volume I (dal Col de la Seigne al Colle del Gigante), CAI - TCI, in collaborazione con Renato Chabod e Lorenzo Grivel (1963)
- Monte Bianco. Volume II (dal Colle del Gigante al Col de Grapillon), CAI - TCI, in collaborazione con Renato Chabod e Lorenzo Grivel (1968)

### Collana “Da rifugio a rifugio”
- Dolomiti Occidentali, CAI - TCI (1949)
- Alpi Pennine, CAI - TCI (1951)
- Alpi Graie, CAI - TCI (1952)
- Alpi Retiche occidentali, CAI - TCI (1953)
- Alpi Retiche meridionali, CAI - TCI (1954)
- Dolomiti Orientali, CAI - TCI (1955)
- Alpi Lepontine, CAI - TCI (1956)
- Prealpi Lombarde, CAI - TCI (1957)
- Alpi Liguri e Marittime, CAI - TCI (1958)
- Alpi Cozie, CAI - TCI (1959)
- Prealpi Trivenete, CAI - TCI (1961)

### Altre pubblicazioni
- Guida sciistica del Passo di Rolle e delle Pale di S. Martino, Sci CAI Milano (1933)
- Ortles - Cevedale - Itinerari sciistici, Sci CAI Milano (1935)
- Cento domeniche - Quattro settimane, Sci CAI Milano (1937)
- Skiführer durch die Ortles - Cevedale - Gruppe, Sci CAI Milano (1937)
- La toponomastica alpina della Vallunga in “Rivista Mensile” del CAI, agosto-settembre, ottobre (1940)
- La stella delle Alpi (Edelweis) in “Rivista Mensile” del CAI marzo-aprile (1941)
- Des Cabanes du CAI en général. UIAA (1950)
- La catena del Monte Bianco dal Rifugio Elisabetta la Lex Blanche, CAI sottosezione Tecnomasio Milano (1953)
- I rifugi Zamboni e Zappa e il Monte Rosa, CAI Milano (1955)
- I rifugi del CAI, CAI (1957)
- Rifugi e bivacchi, CAI (1959)
- Gite per un anno, CAI Milano (1960)
- Le montagne (traduzione ed aggiornamento dell'opera pubblicata sotto la direzione di Maurice Herzog), De Agostini (1962)
- I cento anni del Club Alpino Italiano, CAI (1964)